# Jean-Luc Maréchal
Pour les articles homonymes, voir Maréchal.
Vous pouvez aider à l'améliorer ou bien discuter des problèmes sur sa page de discussion.
- Certaines informations devraient être mieux reliées aux sources mentionnées dans la bibliographie ou les liens externes. Améliorez sa vérifiabilité en les associant par des références. (Marqué depuis octobre 2019)
- Il n’est pas rédigé dans un style encyclopédique. (Marqué depuis octobre 2019)

Jean-Luc Maréchal, né le 15 novembre 1946 à Barcelonnette (Alpes-de-Haute-Provence), est un graveur-médailleur français. Ancien maître graveur à la Monnaie de Paris, il est l'auteur de nombreuses pièces de monnaie et médailles, dont la pièce de 10 francs Génie de la Bastille. 

## Biographie

### Formation
Formé à l'école Boulle de 1962 à 1966, Jean-Luc Maréchal est l'élève de Pierre Mignot (professeur d'atelier de gravure en modelé de 1963 à 1991). À la fin de sa formation, diplôme en poche, il sort major de promotion (promotion 1962). 
Afin de parfaire ses connaissances, il travaille dans différentes entreprises avant de s'associer, en 1972, avec Georges Bergevin (ancien élève de l'école Boulle) comme artisan-graveur jusqu'en 1977.

### Entrée à la Monnaie de Paris
En prévision d’une présentation de ses travaux à une exposition sur les Arts du métal, Jean-Luc Maréchal prit rendez vous avec Pierre Dehaye, président de la Société d’encouragement des métiers d’art (SEMA). Le rendez-vous eut lieu dans son bureau de directeur de la Monnaie de Paris, car il avait la double fonction.
À l’issue de cette entrevue, Pierre Dehaye lui annonça qu'Émile Rousseau, graveur général des monnaies, souhaitait le rencontrer, car celui-ci cherchait des graveurs pour l’atelier dont il avait la charge. Jean-Luc Maréchal se présenta au rendez-vous par politesse, sans donner suite à sa demande.[réf. souhaitée]
Ce n’est que quelques mois plus tard qu’il est revenu sur son refus, et dès lors, il entama une préparation méthodique afin de passer et réussir le difficile concours d’entrée. Sur les neuf candidats… il fut reçu premier.[réf. souhaitée]

### Carrière
En 1977, il arrive à la Monnaie de Paris. Il y finit sa carrière en 2006 comme maître graveur. Pendant cette période, il créa la pièce de 10 francs Génie de la Bastille qui fut la dernière pièce gravée en taille directe, avec la pièce de 20 francs Mont-Saint-Michel.

## Travail au sein de la Monnaie de Paris
- Médaille : Hôpital Esquirol (1980)
- Médaille : Andrés Bello (1981)
- 10 francs Génie de la Liberté (1988)[3],
- Monnaie commémorative : Champollion (1988)
- Série commémorative : Trésors du Nil (1988)
- Monnaie commémorative : Gaspard Monge (1988)
- Médaille : Institut du monde arabe (1997)
- Monnaie commémorative : Louis Braille (1999)
- Monnaie commémorative : Soufflot (2000)
- Série commémorative : Histoire de l'Europe par son architecture (2000)
- Monnaie commémorative : Art moderne (2000)
- Monnaie commémorative du 250e anniversaire de la naissance de Mozart (2006)

## Récompenses

### International Coin Design Compétition 2001
Au mois d’août 2001, nouvellement nommé maître graveur, Jean-Luc Maréchal se retrouvait avec la fonction de chef de service de la gravure par intérim[réf. nécessaire]. La Monnaie du Japon organisait un concours international de création de monnaie, l’International Coin Design Competition (ICDC), concours ouvert à des créateurs du monde entier, sur un sujet libre. Il y participe avec le graveur Nicolas Cozon et reçoivent le titre honorifique de Lauréat de l’ICDC Most Excellent Work.

## Autres activités
Amoureux de la Roumanie, pays qu'il visita 31 fois, il a édité une nouvelle intitulée Roumanie si proche et si lointaine, qui reçut en 1993 le prix Charles Antonin de la Fédération française de cyclotourisme. Il fut animateur du jumelage entre Savigny-le-Temple et Comarnic. 
À la retraite depuis 2006, il contribue à faire connaître son métier à travers des salons numismatiques et au sein de la Fédération française des associations numismatiques (FFAN) en expliquant les différentes étapes de la création d'une médaille ou d'une monnaie grâce à ses dessins et commentaires compréhensibles par le grand public.
Jean-Luc Maréchal est par ailleurs passionné d'histoire locale, passion qu'il met en mouvement en tant que membre du Centre d’études clunisiennes dans la ville de Cluny, dans laquelle il réside. Bénévole dans l'association La Maison des Dragons, il fit gagner à cette dernière l'une des récompenses en jeu dans l'émission culturelle de France 2 Sauvons nos trésors,. Il fut l'architecte du rapprochement entre l'association La Maison des Dragons et Villages-en-vie. Il est enfin l'animateur des Secrets de maison à Cluny, œuvrant pour la restauration et le partage de l'histoire de maisons remarquables à Cluny.